# Kosičky
Kosičky település Csehországban, a Hradec Králové-i járásban. Kosičky Barchov, Babice, Obědovice, Boharyně, Kratonohy, Kosice, Měník, Káranice, Chudeřice és Stará Voda településekkel határos. Lakosainak száma 344 fő (2024. január 1.).

## Népesség
A település lakosságának változását az alábbi diagram mutatja:
| Lakosok száma | 446  | 553  | 530  | 406  | 334  | 380  | 347  | 340  | 343  | 344  |
|               | 1869 | 1890 | 1921 | 1950 | 1980 | 2001 | 2017 | 2019 | 2022 | 2024 |